# نرم‌افزار اداری

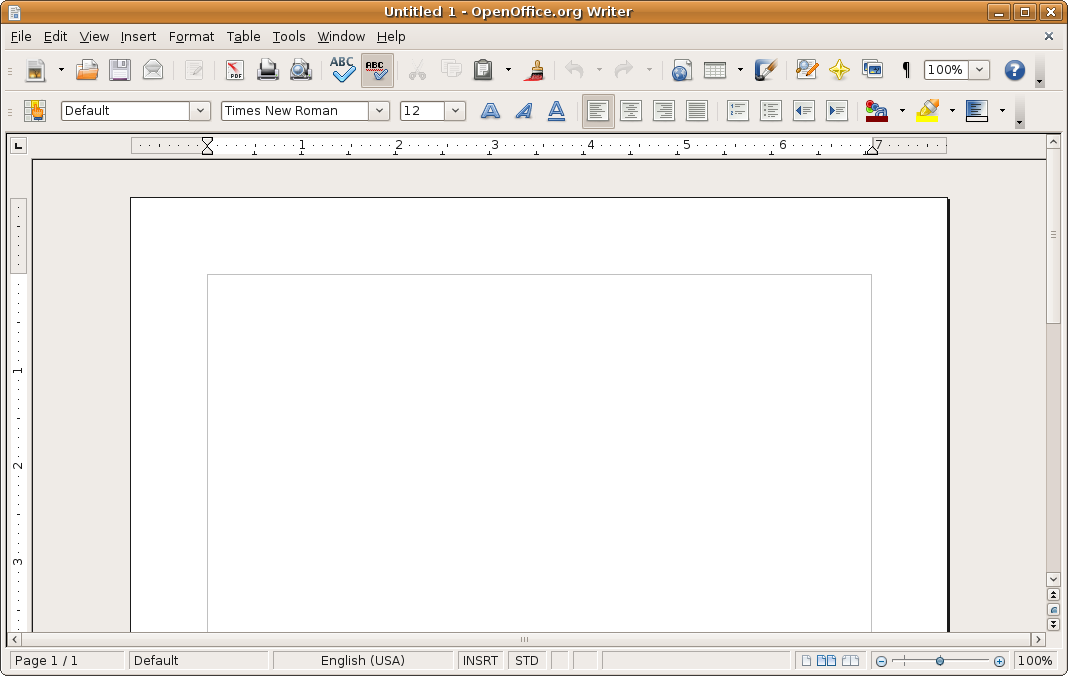
اپن‌آفیس Writer

نرم‌افزارهای اداری: بخشی از نرم‌افزارهای کاربردی هستند که به اتوماسیون فرایندهای یک سازمان در حوزه خدمات اداری می‌پردازند. سیستم‌های اطلاعات اداری (OFFICE INFORMATION SYSTEM=OIS) از امور اداری از طریق فناوری اطلاعات حمایت می‌کند. سیستم‌های اطلاعات مدرن از جمله اجزا سیستم اطلاعاتی مدیریت (MIS) است که ابزارهایی را برای ارتباطات و هماهنگی مابین کارگران دانشی به وسیله ایجاد مدیریت اثر بخش اسناد و پیامها و جلسات الکترونیک فراهم می‌کند. کارایی افزایش یافته ناشی از تکامل تبادل اطلاعات، در داخل دفتر و بین دفاتر و محیط آن‌ها بوده و در نتیجه با ارائه اطلاعات بهتر برای تصمیم‌گیری می‌تواند به مدیر سود برساند. بسیاری از نرم‌افزارهای اداری در واقع سیستمهای اطلاعات اداری (MIS) یا از زیرگروه آن برنامه‌ریزی منابع سازمانی (ERP) هستند.

## مرسوم ترین نرم‌افزارهای اداری
نرم افزارهای اداری با هدف اتوماتیک سازی فرایندها، کاهش هزینه ها و افزایش کارایی در سازمانها به کار می روند. لیست این نرم افزارها بسیار طولانی و متنوع است امااز این لیست می توان کاربردی ترین ها را در یک لیست معرفی کرد:
- مایکروسافت آفیس و PDF Reader
- اوتلوک (Outlook)
- مدیریت پروژه
- نرم افزار حسابداری
- تقویم گوگل
- استیکرهای یادداشت ویندوز
- سامانه پیامک
- سیستم تلفنی
- شبکه داخلی
- چت داخلی
- امضای دیجیتالی اسناد
- فکس اینترنتی
- نرم افزار CRM (مدیریت ارتباط با مشتری)

گاهی تعیین مرزهای دقیق و تفاوتهای بین نرم‌افزارهای اداری  با دیگر سیستم‌های مدیریت اطلاعات امکان‌پذیر نیست و عنوان نرم‌افزارهای اداری باید اندکی با تأمل استفاده شود.
به هر حال اصطلاح نرم‌افزارهای اداری در ایران رواج دارد و معمولاً شامل این گروه از نرم‌افزارها می‌شود:

## نرم‌افزارهای اتوماسیون اداری
این دسته از نرم‌افزارها به اتوماسیون فرایندهای اداری و ارتباطات سازمانی می‌پردازند. کارها، درخواست‌ها، دستورها، و … در ساختار چرخهٔ کاری (work flow) بین پرسنل مختلف سازمان به گردش در می‌آید. از دیگر سو، بسیاری عقیده دارند که سیستم و چارچوبی به نام اتوماسیون اداری وجود ندارد، بلکه ترکیبی از وسایل و تجهیزات گوناگون برای تسهیل درامور مرتبط با فعالیت‌های اداری را اتوماسیون اداری می‌نامند. نرم‌افزارهای این سیستم را نرم‌افزارهای اتوماسیون اداری می‌نامند.
اتوماسیون اداری با بکارگیری فناوری های روز دنیا، می تواند باعث بهبود فرایندهای ادرای و سرعت بخشی به این فرایندها و افزایش سطح دقت این امور شود. اتوماسیون اداری به مدیران کمک میکند تا با تسریع فرایندهای موجود، مجموعه گسترداه ای از وظایف را به صورت خودکار انجام دهند.
اتوماسیون اداری به مفهوم استفاده از تکنولوژی و نرم افزارهای کامپیوتری برای انجام فرآیند‌های مختلف در یک سازمان گفته می‌شود. در واقع، با فراهم آوری نرم افزارهای اداری مناسب، فرآیند‌های مختلفی شامل مدیریت سند، پست الکترونیکی، تقویم، برنامه ریزی، ثبت وقایع، مدیریت پروژه، نمایشگر مشتریان، ایجاد پایگاه داده و غیره به صورت خودکار و بدون نیاز به دخالت انسان، انجام شده و امکان رصد و کنترل آن بسیار ساده تهیه می‌شود.
این رویکرد به صورت گسترده در بسیاری از سازمان‌های اداری و شرکت‌ها استفاده می‌شود و در بسیاری از موارد می‌تواند زمان و هزینه‌های زیادی را برای سازمان‌ها و شرکت‌ها صرفه‌جویی کند. همچنین، با کاهش خطای انسانی در اهداف محور پردازش داده‌ها و تسهیل فرآیند‌های داخلی، بهبودی و بهینه‌سازی سیستم مدیریت سازمانی ایجاد می‌شود، که در نهایت به بهبود کیفیت خدمات و بهبود رضایتمندی مشتریان و کسب و کار سازمان کمک می‌کند.

## نرم‌افزارهای مدیریت اطلاعات اداری
این نرم‌افزارها عموماً شامل عنوانهایی مانند نرم‌افزارهای پرسنلی، حقوق و دستمزد، خدمات درمانی (بیمه)، و … می‌شوند. مرز مشخصی بین این نرم‌افزارها و نرم‌افزارهای مالی وجود ندارد. این نرم‌افزارها، حوزه معنایی ارتباطات پرسنلی را در یک سازمان پوشش می‌دهند.

## نرم‌افزارهای مالی
این نرم‌افزارها عموماً شامل عنوان‌هایی مانند نرم‌افزارهای حسابداری، خزانه‌داری، صندوق، بودجه و اعتبارات و … می‌شوند. نرم‌افزارهای بانکی و پرداخت اینترنتی هم می‌توانند در این دسته طبقه‌بندی شوند. هرچند باز هم‌مرز مشخصی بین این نرم‌افزارها و نرم‌افزارهای مدیریت اطلاعات اداری وجود ندارد، اما این نرم‌افزارها، حوزه معنایی گردش پول یک سازمان را پوشش می‌دهند. به عنوان بخشی از نرم‌افزارهای مالی امروزه پیشرفت بسیاری کرده‌اند، به طوریکه امروزه نرم‌افزار حسابداری تحت وب (یا ابری) و نرم‌افزار حسابداری سورس باز نیز در حال رشد هستند، اساس این نرم‌افزارها، ارائه خدمات با هزینه پایین و افزایش امنیت می‌باشد، عمده کاربران چنین نرم‌افزارهایی، صاحبان کسب و کارهای کوچک و متوسط می‌باشند، هر چند هدف نرم‌افزارهای حسابداری ارائه خدمات برای همه کسب و کارها می‌باشد.

## نرم‌افزارهای مدیریت ارتباط با مشتری
نرم‌افزار مدیریت ارتباط با مشتری (به انگلیسی Customer Relationship Management) که به اختصار سی آر ام (CRM) نامیده می‌شود، از اوایل دهه 1970 میلادی معرفی شد. این نرم‌افزار مخصوص تمام بخش‌های سازمان که با مشتری در ارتباط هستند، طراحی شده‌است. بخش‌های بازاریابی، فروش،پشتیبانی و خدمات پس از فروش بیشترین استفاده را از این نرم‌افزار دارند. هدف نهایی استفاده از سی آر ام در یک سازمان، افزایش وفاداری مشتری (به انگلیسی Customer Loyalty)، فروش و به‌طور کلی بهبود بازده سازمان در زمینهٔ فروش و حفظ و نگهداری مشتری ست.
این نرم‌افزار به صورت کلود (Cloud) یا نصبی (On-premise) یک پایگاه داده در اختیار کاربران قرار می‌دهد، که تمام اطلاعات مشتریان فعلی و احتمالی در آن ذخیره شده، و برای افراد سازمان قابل دسترسی ست. پیگیری‌های لازم و کمپین‌های مربوطه همگی در این نرم‌افزار تعریف و برنامه‌ریزی شده، و به کارکنان مربوطه ارجاع می‌شوند.

## نرم‌افزارهای ویرایش متن و نامه نگاری
این نرم‌افزارها بیشتر در زمینه مکاتبات اداری کاربرد دارند. انواع نرم‌افزارهای اندیکاتور و دبیرخانه به عنوان نرم‌افزارهای خاص درون سازمانی و نیز بسته نرم‌افزاری مایکروسافت آفیس و پس از آن نرم‌افزار اپن آفیس به عنوان نرم‌افزارهای عمومی تر این شاخه، شناخته‌شده‌ترین نرم‌افزارهای اداری هستند.

## نگاه مهندسان نرم‌افزار
طبقه‌بندی بالا از دیدگاه مدیریتی، سازمانی و کاربردی است. از نگاه مهندسان نرم‌افزار و از دیدگاه سیستمی، تفاوت معنی داری بین نرم‌افزارهای اداری با دیگر نرم‌افزارهای MIS از لحاظ ساختاری وجود ندارد.